# Belvosia tibialis
Belvosia tibialis är en tvåvingeart som först beskrevs av Blanchard 1954.  Belvosia tibialis ingår i släktet Belvosia och familjen parasitflugor. Inga underarter finns listade i Catalogue of Life.